# Gisbert Kapp

Gisbert Kapp

Gisbert Johann Eduard Kapp (* 2. September 1852 in Mauer bei Wien, Österreich; † 10. August 1922 in Birmingham, Großbritannien) war ein österreichisch-britischer Elektrotechniker. Er war Professor für Elektrotechnik an der University of Birmingham.

## Leben und Wirken
Als Gisbert Kapp vier Jahre alt war, starb sein Vater. Seine Mutter Louisa, geb. Young (1829–1919) wurde als Louisa Cappiani eine berühmte Opernsängerin. Er lernte Maschinenbau-Ingenieur in Wien. 1875 ging er nach England, wo er bei Gwynnes Pumps in Hammersmith arbeitete. 1879 wurde er Auslandsvertreter von Hornsby & Co und reiste viel durch Europa.
Im Jahr 1881 besuchte er die Weltausstellung in Paris und beschloss, seine Karriere in der Elektrotechnik zu machen. Er erhielt die britische Staatsangehörigkeit. Von 1882 bis 1884 war er Direktor der mit dem Bau elektrotechnischer Artikel beschäftigten Fa. R.E. Crompton & Co. in Chelmsford, die unter seiner Leitung die Erkenntnisse der Gebrüder Edward (Chefingenieur bei Mather & Platt) und John Hopkinson (Hopkinsonsches Gesetz; 1886) für den Bau elektrotechnischer Maschinen verwertete.
Er heiratete Teresa Krall (* 1864) aus Wien. Am 2. August 1885 wurde ihr erster Sohn Reginald Otto Kapp in Brentwood, Essex geboren. 1887 wurde Norman geboren. Im Jahr 1885 machte er sich als Consulting Engineer in London selbständig, leitete den Aufbau zahlreicher bedeutender Unternehmen und entwickelte die nach ihm benannte Kappsche Dynamobauform, nach der in der Folge Gleichstrommaschinen in Europa und Nordamerika hergestellt wurden.
Seine Abhandlungen und die der Gebrüder Hopkinson gaben Aufschluss über die günstigsten Eisen- und Kupferverhältnisse bei elektrischen Maschinen und ermöglichten es Maschinen herzustellen, die über 90 % der mechanischen Energie in elektrische Energie umsetzten (vgl. Johann Kravogl 1867: 20 %). Man hatte damit auch die Mittel, Maschinen voraus zu berechnen. Im Jahr 1894 wurde er zum Generalsekretär des neu gegründeten VDE erwählt und zog nach Berlin-Charlottenburg. Hier wirkte er bei der Ausarbeitung der Sicherheitsvorschriften des Verbandes maßgeblich mit. 1895 trat er dem Verein Deutscher Ingenieure (VDI) bei.
Kapp wurde für Elektromaschinenbau an der Technischen Hochschule Berlin-Charlottenburg habilitiert und 1905 zum ersten Professor für Elektrotechnik an der University of Birmingham ernannt. Er machte sich für die Ausarbeitung der Grundlagen für die Berechnung und den Bau von Dynamomaschinen und Transformatoren, verdient, beispielsweise ist in diesem Zusammenhang das Kappsche Dreieck nach ihm benannt, und er erkannte als einer der ersten die Bedeutung des Wechselstromes für die elektrische Energieversorgung.
Im Jahr 1975 wurde in Wien-Landstraße (3. Bezirk) die Kappgasse nach ihm benannt. 1905 wurde ihm von der Technischen Hochschule Dresden der Ehrendoktortitel verliehen. Er war auch Ehrendoktor der Technischen Hochschule Karlsruhe.

## Erfindungen
- Selbsttätige Spannungsregelung der Dynamos
- Wechselstromverteilung mit konstanter Spannung
- Saugdynamo für die Rückleitung elektrischer Bahnen
- Phasenschieber (Vibrator) etc.

## Veröffentlichungen
- Electric Transmission of Energy; 1886, dt.: Elektr. Kraftübertragung; 1891
- Alternate - Current Machinery; 1889, dt.: Transformatoren für Wechselstrom und Drehstrom; 1895
- Dynamos, Alternators and Transformers; 1893, dt. 1894
- Predestination of the Characteristic of a Dynamo; dt.: Dynamomaschinen für Gleich- und Wechselstrom; 1894,
- Modern Dynamos and their Engines; dt.: Elektromechan. Konstruktionen;1898
- Wechselstromtransformatoren; In: Geschichtliche Darstellungen aus der Elektrotechnik, Bd. 1, 1922
- Über die Vorausbestimmung des Spannungsabfalles bei Transformatoren; ebenda
- Transformers for single and multiphase currents : a treatise on their theory, construction, and use; (3. ed. rev. by Reginald O. Kapp.); London, Pitman, 1925
- Transformatoren für Wechselstrom und Drehstrom : Eine Darstellung ihrer Theorie, Konstruktion und Anwendung; Berlin, 1907
- The principles of electrical engineering and their application; London, Arnold, 1916
- Electricity; London, Williams & Norgate, 1912
- Normalien, Vorschriften und Leitsätze des Verbandes Deutscher Elektrotechniker eingetr. Verein; Berlin, Springer, 1904
- Elektromechanische Konstruktionen : eine Sammlung von Konstruktionsbeispielen und Berechnungen von Maschinen und Apparaten für Starkstrom; (2., verb. und erw. Aufl. - Berlin : Springer, 1902 )
- Elektrische Wechselströme; Leipzig, Leiner, 1900